# دائرة مولاي يعقوب
دائرة مولاي يعقوب هي إحدى دوائر إقليم مولاي يعقوب، التابع لجهة فاس مكناس، المملكة المغربية. تضم الدائرة 4 جماعات قروية، وبلغ عدد سكانها 74716 فرداً سنة 2004 حسب الإحصاء الرسمي للسكان والسكنى. يتبع للدائرة 10 مشيخة و163 دوار.

## التقسيمات الإداريّة
تعتبر دائرة مولاي يعقوب إحدى الدوائر المشكّلة لإقليم مولاي يعقوب، وهو التقسيم الإداري من المستوى الرابع المعتمد في المغرب. ينقسم إقليم مولاي يعقوب إلى 10 جماعات قروية تختلف من حيث السكان والمساحة، والتي بدورها تنقسم إلى مشيخات تضم عدداً من الدواوير.